# Parasphaerosyllis
Parasphaerosyllis är ett släkte av ringmaskar. Parasphaerosyllis ingår i familjen Syllidae.
Kladogram enligt Catalogue of Life:
| Parasphaerosyllis | \| \| Parasphaerosyllis ezoensis \| \| \| \| \| \| Parasphaerosyllis indica \| \| \| \| \| \| Parasphaerosyllis malimalii \| \| \| \| \| \| Parasphaerosyllis setoensis \| \| \| \| \| \| Parasphaerosyllis uschakovi \| \| \| \| |
|                   | \| \| Parasphaerosyllis ezoensis \| \| \| \| \| \| Parasphaerosyllis indica \| \| \| \| \| \| Parasphaerosyllis malimalii \| \| \| \| \| \| Parasphaerosyllis setoensis \| \| \| \| \| \| Parasphaerosyllis uschakovi \| \| \| \| |
|                   | Parasphaerosyllis ezoensis |
|                   | |
|                   | Parasphaerosyllis indica |
|                   | |
|                   | Parasphaerosyllis malimalii |
|                   | |
|                   | Parasphaerosyllis setoensis |
|                   | |
|                   | Parasphaerosyllis uschakovi |
|                   | |